# Isaac Harding Duval
Isaac Harding Duval (1er septembre 1824 - 10 juillet 1902) est un aventurier et homme d'affaires, avant de devenir brigadier-général dans l'armée de l'Union pendant la guerre de Sécession. Il est représentant des États-Unis après-guerre de la Virginie-Occidentale lors du 41e congrès des États-Unis.

## Avant la guerre
Duval naît à Wellsburg, en Virginie-Occidentale (alors Virginie), dans le comté de Brooke. Il fréquente les écoles communes lorsqu'il est enfant. En tant que jeune homme, il se rend à fort Smith, Arkansas, où il rejoint un frère aîné qui fait fonctionner un poste d'expédition. Par la suite, il devient  éclaireur dans les plaines de l'ouest et les montagnes rocheuses, et participe à la ruée vers l'or de 1849.
Il est un membre de l'expédition de Lopez à Cuba qui cherche à aider le mouvement d'indépendance nationale cubain. Après sa période de flibustier, il retourne à Wellsburg en 1853 et travaille en tant que marchand.

## Guerre de Sécession
Pendant la guerre de Sécession, Duval est le premier commandant nommé du 1st Virginia Volunteer Infantry, le 1er juin 1861. Plus tard, il est promu colonel du 9th West Virginia Volunteer Infantry. En septembre 1864, il est grièvement blessé à la cuisse lors de la bataille de Opequon. Après avoir récupéré, il est promu brigadier général et reçoit la responsabilité d'une brigade d'infanterie dans le VIIIe corps.
D'ici à la fin de la guerre, Duval combat dans 36 combats distincts et commande deux divisions dans le VIII corps. Il a onze chevaux tués ou blessés sous lui. Le 17 mai 1865, après la reddition des principales armées confédérées, des généraux Lee et Johnston, mais avec quelques unités confédérées sur le terrain dans l'ouest, un attaquant inconnu essaie de tuer Duval à Staunton, en Virginie. Duval quitte le service des volontaires le 15 janvier 1866. Le 24 février 1866, le président Andrew Johnson propose Duval pour la nomination à un brevet de major général des volontaires, avec une date de prise de rang au 13 mars 1865, et le Sénat américain confirme la nomination, le 4 mai 1866.

## Après la guerre
Après avoir terminé son service dans l'armée de l'Union, Duval retourne en Virginie-Occidentale, où il sert en tant que membre du sénat de Virginie-Occidentale et adjudant-général de l'État, de 1867 à 1869. Il est élu républicain au quarante et unième congrès (4 mars 1869 - 3 mars 1871). Il refuse d'être candidat pour sa réélection en 1870.
Il sert ensuite en tant que contrôleur de l'État des impôts en 1871 et 1872. Il travaille comme percepteur des États-Unis des impôts pour le premier district de Virginie-Occidentale, de 1872 à 1884. Il sert en tant que membre de la chambre des délégués de Virginie-Occidentale de 1887 à 1889.
Duval décède à Wellsburg, en Virginie-Occidentale, le 10 juillet 1902, et est enterré dans le cimetière de Brooke. Sa maison de campagne, connue comme le manoir du général I. H. Duval, est inscrite sur le Registre national des lieux historiques en 1986.